# Shola

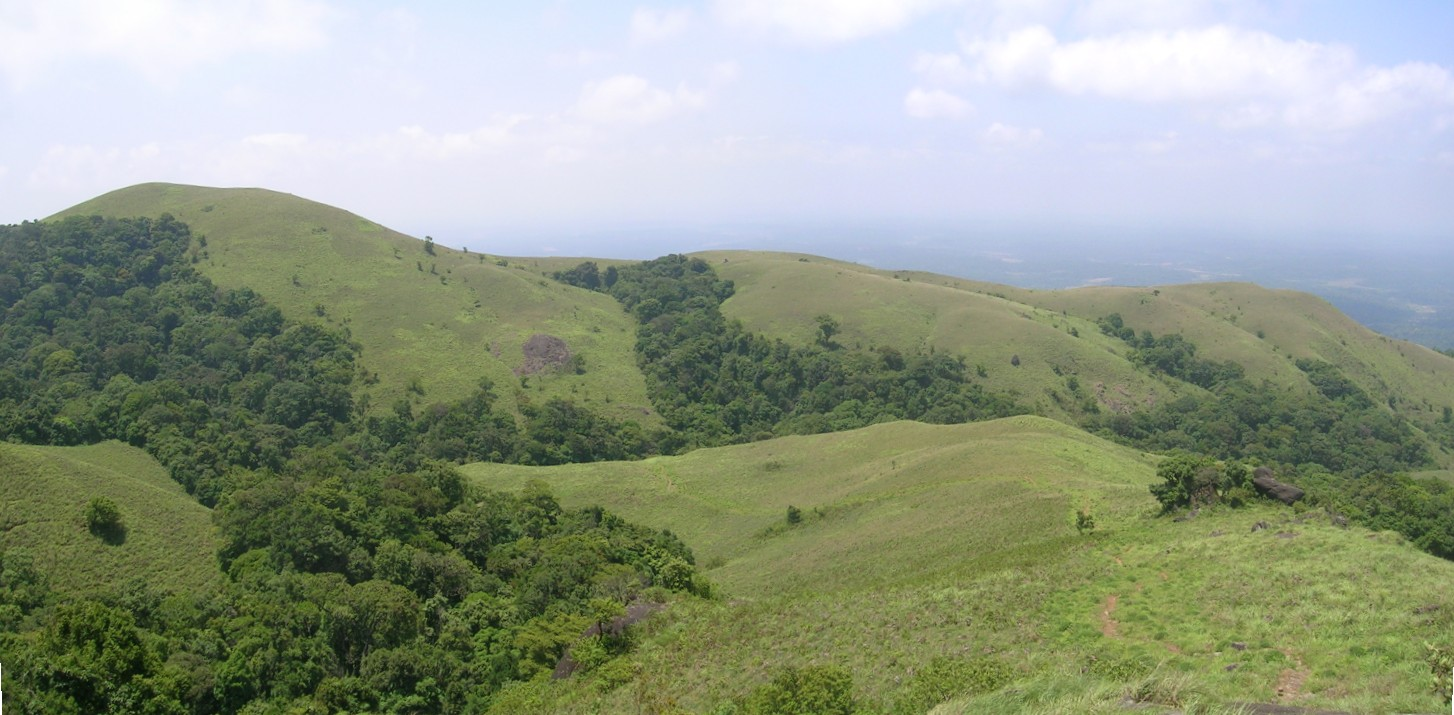
Bosque shola intercalado en valles entre praderas de altitud en las colinas Brahmagiri, India.

Shola es como se designa en la India a los bosques enanos montanos tropicales que hay, circundados de praderas onduladas, en los valles de las zonas elevadas de las regiones montañosas en el Sur de la India.
El shola y la pradera forman juntos el denominado complejo shola-pradera o mosaico. La palabra “shola” probablemente proviene de la palabra en lengua Tamil cÕlai (சோலை) que significa “arboleda”. El complejo shola-pradera ha sido descrito como una vegetación climática donde se encuentran restringidas la regeneración del bosque y la expansión por condiciones climáticas tales como escarcha o características del suelo, mientras que otros han sugerido un origen antropogénico asociado con actividades de quema y tala de bosque por parte de pastores y agricultores nómadas.

## Distribución y orígenes
Los bosques shola se encuentran en las regiones de colinas a gran altitud de Nilgiris, distrito de Kanyakumari y en los Ghats Occidentales y montañas asociadas en los estados de Karnataka, Kerala y Tamil Nadu. Aunque por lo general los hay por encima de los 2000 m s. n. m., es posible encontrarse bosques shola en colinas elevadas por encima de los 1600 metros, en las colinas Biligiriranga, por ejemplo.

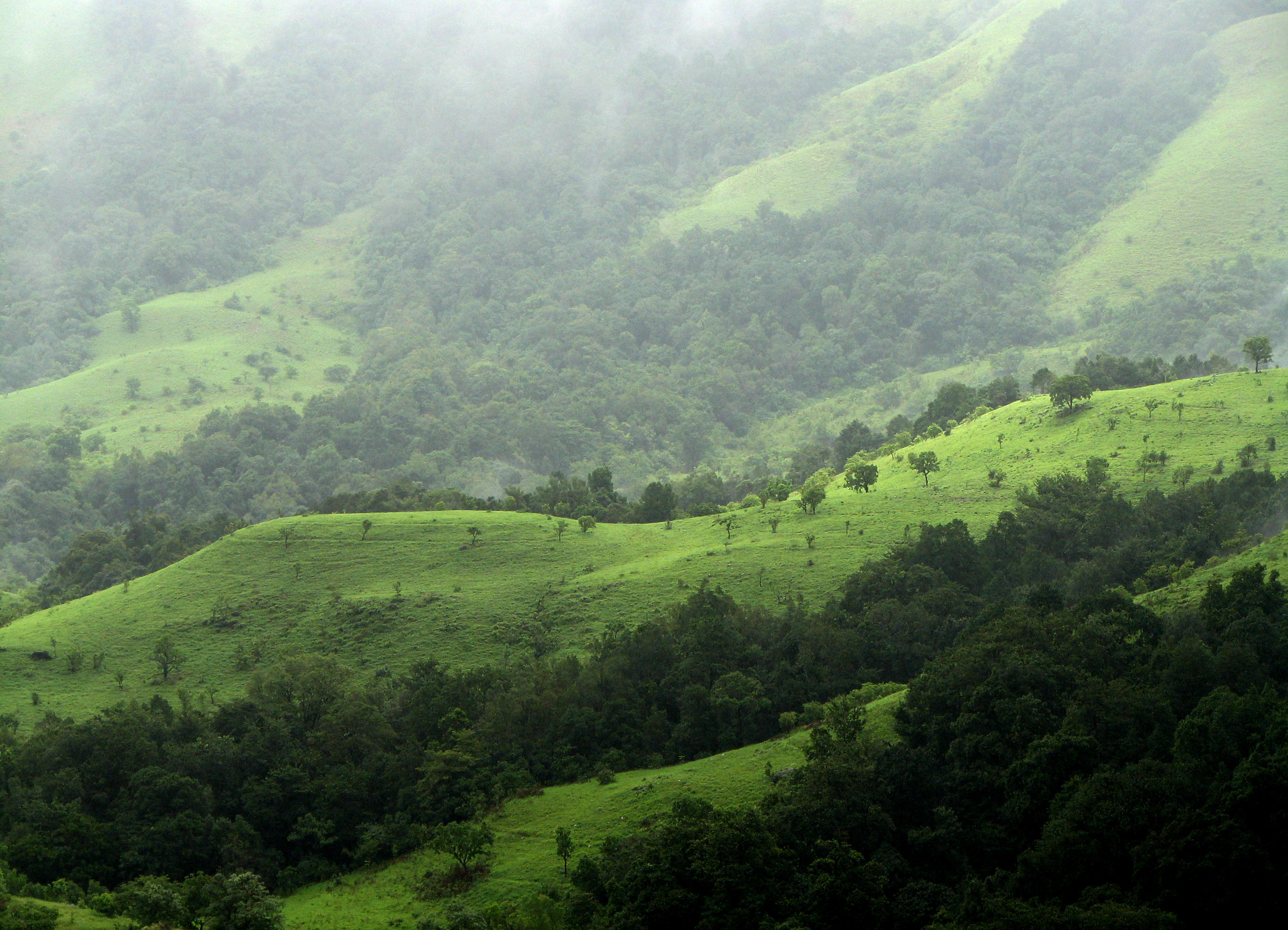
Complejo shola-praderas en el Parque nacional Kudremukh.

El origen del complejo shola-pradera ha sido objeto de un debate académico. Algunos de los primeros investigadores sugirieron que la composición de la flora representaba un estado final estable. Esta estabilidad sería mantenida por condiciones climáticas tales como la escarcha, que permite al pasto crecer pero mata a los plantines de especies del bosque. Más adelante se conjeturó que la pradera pudo haber sido creada y mantenida por pastores, con hincapié que el fuego habría jugado un rol principal en ese mantenimiento. Existe evidencia que avala ambas teorías y varias características de los árboles del bosque y de la pradera han sido consideradas y debatidas. Análisis del polen de los pantanos del Nilgiris sugieren que el complejo bosque-pradera ha existido durante de 35,000 años, mucho antes de que fuera posible el impacto humano. Los estudios a largo plazo sobre los procesos dinámicos de transformación de la vegetación continúan.

## Fauna
Debido a su aislamiento, altitud y carácter perenne, el bosque shola es hogar de muchas especies amenazadas y endémicas. Algunas de sus especies comparten características muy similares con otras de los bosques perennes del noreste y sureste de India, otras son particulares de este tipo de bosque. Los Ghats Occidentales son centro reconocido de biodiversidad. Entre los animales que habitan el mosaico shola-pradera son característicos el tigre, el leopardo, el elefante y el gaur. El tahr del nilgiri -un antílope-cabra asiático-, una especie en peligro de extinción,  es endémico de este paisaje y su área se encuentra actualmente reducida a unos 400 km de mosaico shola-pradera, desde las colinas Nilgiri hasta las colinas Agasthymala. El charlatán, la paloma torcaz, el alicorto, y algunos papamoscas endémicos, son algunas de las más de 300 especies de aves que habitan esta área. El shola muestra un gran endemismo, siendo solo rivalizado por el presente en los bosques del noreste de la India: el 35% de las plantas, 42% de los peces, 48% de los reptiles y 75% de los anfibios que viven en estos bosques lluviosos son especies endémicas.

## Flora

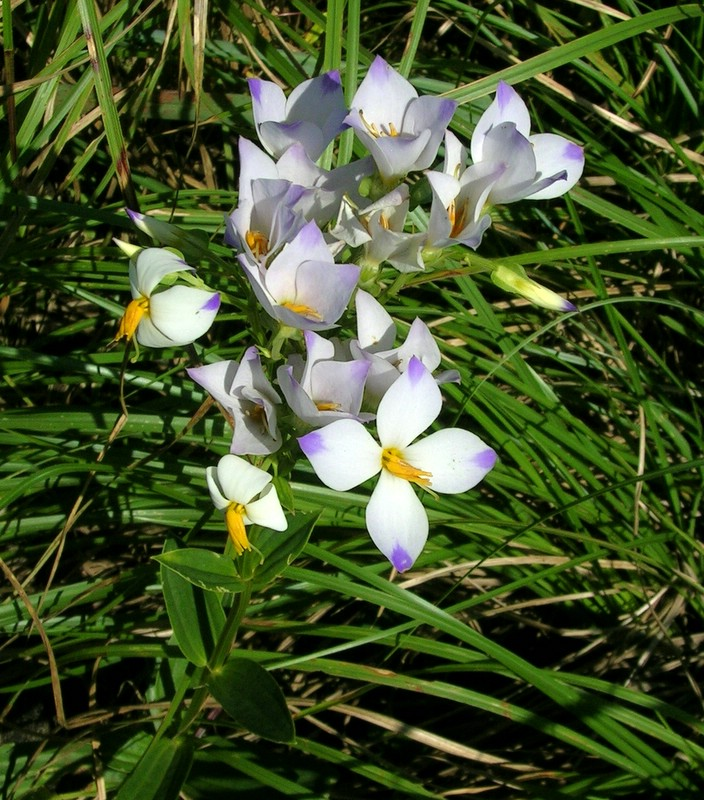
Exacum bicolor, una de las especies de plantas del shola.

Al menos 25 especies de árboles están presentes en los sholas más grandes de las colinas Nilgiri. Los árboles  dominantes en este tipo de bosque son Michelia niligarica, madera de obispo (Bischofia javanica), Calophyllum tomentosa, caoba india (Cedrela toona),  mirto spp. (Eugenia), atti o higuera de racimos o gular (Ficus glomerata) y Mallotus spp.  Los bosques shola cuentan con una zona de mayor altitud dominada por árboles pequeños, generalmente Pygeum gardneri, Schefflera racemosa, Linociera ramiflora, Syzygium spp., Rhododendron nilgiricum, Mahonia nepalensis, Elaeocarpus recurvatus, Ilex denticulata, Michelia nilagirica, Actinodaphne bourdellonii y Litsea wightiana. Debajo de este nivel se encuentra un sotobosque y una densa capa de arbustos. Hay una alta concentración de musgo en el sotobosque, además de una gran cantidad de helecho creciendo en la estrecha franja de transición hacia la pradera. 
Las praderas montañosas que circundan a los bosques shola, están caracterizadas por tener hierba resistente a la escarcha y al fuego como Chrysopogon zeylanicus, Cymbopogon flexuosus, Arundinella ciliata, Arundinella mesophylla, Arundinella tuberculata, Themeda tremula, y Sehima nervosum.

## Amenazas
Las especies invasoras introducidas son una seria amenaza para este ecosistema. Algunas como la Acacia mearnsii y el Eucalyptus globulus son consecuencia de siembra comercial y campañas de reforestación. Otras amenazas invasivas incluyen la Lantana camara y la Ageratina adenophora.

## Conservación
Se ha considerado que la quema periódica ayuda a mantener la pradera.  Sin embargo, la quema excesiva ha reducido los sectores de bosque permitiendo el crecimiento de las especies invasoras.
El bioma del shola tiene una gran capacidad de retención de agua por lo que constituye una gran fuente de agua para los organismos de gran altitud y es el origen de muchos arroyos y ríos en los Ghats Occidentales.